# Béni Mellal (provins)
Béni Mellal (arabiska: إقليم بني ملال, franska: Province de Béni Mellal) är en provins i Marocko.   Den ligger i regionen Béni Mellal-Khénifra, 170 km söder om huvudstaden Rabat. Antalet invånare är 946 018. Arean är 6 638 kvadratkilometer.